# League of Women Voters of Japan
La League of Women Voters of Japan (日本婦人有権者同盟, Nihon fujinyūkensha dōmei, litt. « Ligue des électrices du Japon ») est une ONG civique fondée en 1945, au Japon. Durant la période d'occupation du Japon, elle participe à la démocratisation du pays en promouvant le pacifisme et en incitant les femmes à prendre part à la vie politique nationale. Dans les années 1970, ses adhérentes militent pour l'égalité des sexes. À partir des années 1980, elles rejoignent les mouvements de défense de la constitution pacifiste d'après-guerre et réclament la sortie du nucléaire civil.

## Contexte historique
À l'issue de la Seconde Guerre mondiale, le Japon devient un territoire occupé par les vainqueurs du conflit. Dans le cadre de sa politique de démocratisation du pays, l'administration du Commandement suprême des forces alliées (SCAP), qui s'applique à effacer des tables de la loi le shintoïsme d'État prévalant durant la guerre, impose des mesures législatives en faveur de l'émancipation des femmes. La nouvelle Constitution du Japon inclut, entre autres, le principe de l'égalité des sexes et les fondements légaux de l'institution familiale traditionnelle japonaise sont abolis. La loi interdisant aux femmes et aux mineurs de participer à des rassemblements politiques et d'adhérer à un parti politique est abrogée. En décembre 1946, l'instauration du droit de vote des femmes par la Diète du Japon permet la participation de celles-ci au renouvellement de la Chambre des représentants, lors des premières élections d'après-guerre, en avril 1946.
Le SCAP dissout aussi les associations de femmes qui ont soutenu l'effort de guerre et encourage les mouvements de femmes issus de la société civile. Parmi les femmes japonaises, celles, libérales ou de gauche, qui ont porté une critique d'opposition au régime en place durant la première moitié du XXe siècle se mobilisent et créent des ONG.

## Histoire
En novembre 1945, des féministes fondent la première organisation de femmes d'après-guerre : la nouvelle Ligue des femmes du Japon. Fusae Ichikawa en devient la première présidente,,.
La ligue a pour but la formation des femmes aux activités politiques, la promotion de l'engagement politique et du pacifisme, la lutte contre la ploutocratie et la modernisation des institutions façonnées par les mœurs d'avant-guerre,. Dans un pays sous occupation et dévasté par la guerre, l'activité militante de la nouvelle Ligue des femmes du Japon et d'autres organisations de femmes, syndicats et associations de consommateurs, se concentre sur l'obtention d'une juste répartition des moyens de subsistance tels que le riz et le poisson.
En mars 1947, victime d'une purge d'après-guerre pour fait de collaboration, Fusae Ichikawa cesse ses activités politiques,. Fin 1950, elle est rétablie dans ses droits de citoyenne. La nouvelle Ligue des femmes du Japon est alors rebaptisée en League of Women Voters of Japan (« Ligue des électrices du Japon » ou « Ligue pour le vote des femmes »). En 1958, elle rassemble cinq mille membres, répartis en quarante et une sections régionales.
Dans les années 1970, la lutte pour l'égalité des sexes, après la création en 1975 de l'année internationale de la femme, et contre la corruption des parlementaires deviennent les principaux mot d'ordre de la ligue.
Après la mort de Fusae Ichikawa, en 1981, Teiko Kihira (en) (1928-2015) lui succède à la tête de l'organisation. Sous sa présidence, celle-ci rejoint le mouvement pacifiste et le mouvement de défense de la Constitution et s'affirme partisane d'une sortie du nucléaire civil.
Au début des années 2000, l'organisation, qui peine à recruter de jeunes adhérentes, compte cinq mille membres pour cinquante et une branches régionales. En 2012, elle réunit deux mille femmes. Quatre ans plus tard, la ligue est dissoute, victime collatérale du vieillissement de la population japonaise.